# Filippinerna i olympiska sommarspelen 1932
Filippinerna deltog med 8 deltagare vid de olympiska sommarspelen 1932 i Los Angeles. Totalt vann de tre bronsmedaljer.

## Medaljer

### Brons
- Simeon Toribio - Friidrott, höjdhopp.
- José Villanueva - Boxning, bantamvikt.
- Teófilo Yldefonso - Simning, 200 meter bröstsim .